# Редько, Юлиан Константинович
Юлиа́н Константи́нович Редько́ (21 мая 1905 — 27 мая 1993) — советский и украинский лингвист, специалист по украинской антропонимии, писатель

 и переводчик. Доктор филологических наук (1969), почётный член Научного общества имени Шевченко (НТШ).

## Биография
Окончил Станиславскую гимназию во Львове. В 1924—1925 гг. был студентом медицинского факультета Украинского тайного университета, основанном во Львове после ликвидации украинских кафедр во время польской оккупации. Издавал подпольную студенческую газету «Метеор» (под псевдонимом Мстислав Хмара), участвовал в деятельности за возрождение украинской высшей школы. В 1925 году был арестован, полгода провёл в тюрьме. В 1926 году написал повесть «Дурні діти», отразившую настроения западноукраинской молодёжи тех лет. Книга была издана в том же году в Берлине органом ЗУНР «Український прапор» под псевдонимом, однако на родине писателя попала в списки запрещённой литературы. (Она была несколько раз переиздана за границей, а на Украине полностью опубликована в 2008 году в дурнале «Дзвін».)
После закрытия Украинского тайного университета поступил в Львовском университете, где в 1927—32 гг. изучал славянскую филологию. В 1931—1939 гг. преподавал в католической гимназии во Львове, в годы Великой Отечественной войны в различных учебных заведениях. После войны работал в Львовском педагогическом институте, где заведовал кафедрой.
В 1950-е гг. был деканом филологического факультета Львовского пединститута. Подготовил кандидатскую диссертацию на тему «Лексические и грамматические особенности языка Павла Арсеньевича Грабовского» (защищена в Львовском государственном университете в 1953 году). С 1959 года работал в Львовском госуниверситете на кафедре украинского языка.
Заинтересовавшись антропонимией, в 1950-х гг. начал масштабный сбор данных об украинских фамилиях, распространённых в различных регионах республики. В 1969 году в Академии наук Украинской ССР защитил докторскую диссертацию на тему «Современные украинские фамилии (происхождение, словообразование, территориальное распространение)».
В 1970-е гг. работал над словарём выдающихся деятелей Галиции (более 3 тыс. персоналий). В начале 1990-х гг. стал одним из участников сборника «Антисуржик: Вчимося ввічливо поводитися і правильно говорити» (Львів, 1994).
Как прозаик стал известен в 1990-е гг, когда стали публиковаться его повести («Дурні діти», «Дороги та бездоріжжя»). К другим произведениям относятся сборник стихотворений в прозе «З юних днів», сборники рассказов «Квіти», «Так було», «Учора і сьогодні».

## Вклад в науку
К основным трудам Ю. К. Редько относятся книги, посвящённые структуре и происхождению украинских фамилий. Они вышли в 1966 и 1968 гг., незадолго до того, как в Оксфорде была опубликована знаменитая книга Б. Г. Унбегауна, посвящённая русским фамилиям («Russian surnames», 1972).
Первая книга, «Современные украинские фамилии» (1966), целиком посвящена именно происхождению фамилий. В книге три части: в первой рассказывается о семантике фамилий (по типам исходной основы — от личных имен, от топонимов, от названия социальной принадлежности и т. п.), во второй об их словообразовательных и грамматических особенностях (прежде всего о суффиксах, используемых для образования фамилий), в третьей о географическом распределении разных типов фамилий по территории Украинской ССР.
Вторая книга, «Справочник украинских фамилий» (1968), имеет более практическую направленность. Основную часть книги занимает алфавитный словарь-указатель фамилий, написание, произношение либо склонение которых может представлять трудности.
В 1970-е гг. Ю. К. Редько готовил к изданию фундаментальный словарь современных украинских фамилий («Словник сучасних українських прізвищ»), полная картотека фамилий включала 90 тыс. единиц. Частично этот труд был издан в 2007 году Научным обществом имени Шевченко; в словарь вошло 25600 фамилий с информацией об их правописании, грамматических характеристиках, этимологии и распространения.

## Основные труды
- Редько Ю. К. Сучаснi українські прізвища. / Відповідальний редактор — доктор філологічних наук І. І. Ковалик. Київ, 1966.
- Редько Ю. К. Довідник українських прізвищ. / За редакцією кандидата філологічних наук Івана Варченка. Київ, 1968.
- Редько Ю. Словник сучасних українських прізвищ: У 2-х тт. / Ред. Д. Гринчишин. Т. 1: А—М. Львів, 2007. — XXVI, 720 с. ISBN 996-8868-06-4
- Редько Ю. Словник сучасних українських прізвищ: У 2-х тт. / Ред. Д. Гринчишин. Т. 2: Н—Я. Львів, 2007. — 721—1438 с. ISBN 996-8868-07-2

## О нём
- Маркіян Кульчицький. Юліан Редько — редактор молодіжної нелегальної газети «Метеор» (1924—1925) // Записки Львівської наукової бібліотеки ім. В. Стефаника: Зб. наук. пр. Вип. 12. Львів, 2004.
- Актуальні питання антропоніміки: Збірник матеріалів наукових читань пам ’яті Юліана Костянтиновича Редька (25-26 травня 2005 р., м. Київ) / Ред. І.В. Єфименко; Національна академія наук України. Інститут української мови. Київ, 2005.
- Юліан Редько (1905—1993): Статті. Спогади. Матеріали / Упоряд. Т. Кульчицька; Наук. ред. О. Луцький. Львів, 2006.
- Юліан Редько (1905—1993): Бібліографічний покажчик. Спогади. Дослідження / Авт.-упоряд. Т. Ю. Кульчицька; Наук. ред. О. Луцький. Львів, 2006. Аннотация (недоступная ссылка)
- Тетяна Кульчицька. Життєвий шлях, наукова та творча діяльність профессора Юліана Редька // Вісник Львівського Університету. Серія Філологічна. Випуск 38, Частина ІI. 2006.
- Дмитро Гринчишин. Ономастичні дослідження профессора Юліана Редька // Вісник Львівського Університету. Серія Філологічна. Випуск 38, Частина ІI. 2006. Текст статьи
- Ніна Захлюпана. Ю. К. Редько — учений, перекладач, письменник // Вісник Львівського Університету. Серія Філологічна. Випуск 38, Частина ІI. 2006. Текст статьи (недоступная ссылка)
- Маркіян Кульчицький. Автобіографічна повість Юліана Редька «Дурні діти» (1926) як документ часу // Зап. Львів. наук. б-ки ім. В.Стефаника. 2008. Вип. 1 (16). — С. 485—494. Текст статьи